# بارتون ماكلين
بارتون ماكلين (بالإنجليزية: Barton McLean)‏ هو ملحن أمريكي، ولد في 8 أبريل 1938 في بكبسي في الولايات المتحدة.

## وصلات خارجية
- الموقع الرسمي